# Ptychopetalum petiolatum
Espèce
Ptychopetalum petiolatum Oliv. est une espèce d'arbres ou arbustes de la famille des Olacaceae et du genre Ptychopetalum, présente en Afrique tropicale.

## Liste des variétés
Selon Catalogue of Life (29 septembre 2017) :
- variété Ptychopetalum petiolatum var. paniculatum

Selon Tropicos (29 septembre 2017) :
- variété Ptychopetalum petiolatum var. paniculatum Engl.

## Distribution
L'espèce Ptychopetalum petiolatum est présente en Afrique tropicale dans des pays tels que le Cameroun, la Côte d'Ivoire, le Gabon.
La variété Ptychopetalum petiolatum var. paniculatum Engl. est endémique du Cameroun. On la trouve dans la région du Sud où elle été récoltée en 1898 à Bipindi à une altitude d'environ 500 m par Georg August Zenker, puis décrite par Adolf Engler en 1899.